# Puschkinskoje (Kaliningrad)
Puschkinskoje (russisch Пушкинское, deutsch zu Gallgarben) ist ein Ort in der russischen Oblast Kaliningrad. Er gehört zur kommunalen Selbstverwaltungseinheit Stadtkreis Gurjewsk im Rajon Gurjewsk.

## Geographische Lage
Puschkinskoje liegt im Norden des Rajon Gurjewsk je ein Kilometer nördlich von Marschalskoje (Gallgarben) bzw. östlich von Roschkowo (Perwissau). Eine Bahnanbindung besteht über die acht Kilometer südlich gelegene Bahnstation Bajewka I (früher Kuggen, russisch: Perwomaiskoje) an der Bahnstrecke Kaliningrad–Sowetsk (Königsberg–Tilsit).

## Geschichte
Der Ort wurde im Jahr 1950 gebildet, als eine vorher zu dem ostpreußischen Ort Gallgarben gehörende Hofstelle die russische Ortsbezeichnung Puschkinskoje bekam. Gleichzeitig wurde der Ort dem Dorfsowjet Saliwenski selski Sowet im Rajon Gurjewsk zugeordnet. Später gelangte Puschkinskoje in den Marschalski selski Sowet. Von 2008 bis 2013 gehörte der Ort zur Landgemeinde Chrabrowskoje selskoje posselenije und seither zum Stadtkreis Gurjewsk.

## Kirche
Aus evangelischer Sicht liegt Puschkinskoje im Einzugsbereich der evangelisch-lutherischen Auferstehungskirche in Kaliningrad (Königsberg) innerhalb der Propstei Kaliningrad der Evangelisch-lutherischen Kirche Europäisches Russland (ELKER).